# Азарет
Азарет (греч. Ἀζαρέθης), также известный как Экзарат (Ἑξαράθ) и Зурак — сасанидский полководец VI в. Его греческое имя, скорее всего, является производным от титула хазарафт.

## Биография
Азарет был назначен командующим персидской армией в Месопотамии после поражения персов в битве при Даре в 530 г. Прокопий Кесарийский называет его «исключительно способным воином» и Захария из Митилены сообщает, что он имел звание астабада. В 531 году вместе со своими лахмидскими союзниками он возглавил вторжение через Евфрат в византийскую область Коммагены (более вероятно, Халибонитис). Когда подошла византийская армия под командованием Велизария, они отступили на восток, остановившись в Каллинику. В последовавшей битве византийцы потерпели тяжелое поражение, но потери персов также были настолько велики, что персидский царь Кавад I был недоволен Азаретом и освободил его от командования.
Упоминается лишь в 544 г. как участник осады Эдессы армией Хосрова I. На последнем этапе осады, когда персы отступили после неудавшегося второго штурма, Азарет и его люди продолжили бой и продвигались вперед к одним из городских ворот. Они были отброшены перегруппировшимися римлянами под предводительством Перания.